# Fritz Kleinheuer
Fritz Kleinheuer (20 mei 1920 – 9 januari 2002) was een voetbaltrainer met de Duitse nationaliteit.
Kleinheuer kwam als voetballer uit in de Oberliga, waarna hij enkele Duitse amateurclubs trainde. Op 30 april 1963 werd hij door VVV aangesteld als opvolger van de ernstig zieke Ferdi Silz. VVV sloot het seizoen 1962/63 af met een 14e plaats in de eerste divisie. Ook het daaropvolgende seizoen, 1963/64, verliep teleurstellend. Ondanks het aantrekken van gerenommeerde spelers als Arie de Oude, Dick Schenkel en de twee van Borussia Mönchengladbach afkomstige Duitsers Hans Göbbels en Friedhelm Frontzeck eindigde de Venlose club opnieuw slechts als 14e. Het dieptepunt was een 10-1 uitnederlaag bij Eindhoven, tot eind oktober 2020 was dat de grootste nederlaag in de clubhistorie. Kleinheuer's contract werd niet verlengd.